# Le Clan Aramov
 (février 2024).
Si vous disposez d'ouvrages ou d'articles de référence ou si vous connaissez des sites web de qualité traitant du thème abordé ici, merci de compléter l'article en donnant les références utiles à sa vérifiabilité et en les liant à la section « Notes et références ».
Le Clan Aramov (titre original : People's Republic) est le premier tome de la série pour jeunesse Aramov, écrit par Robert Muchamore, publié le 4 janvier 2012,,. Mais en France, l'éditeur Casterman a souhaité continuer la série CHERUB en mettant un n°13 sur la couverture du premier tome.

## Résumé
Après huit longs mois d'attente, Ryan se voit enfin confier sa premier mission Cherub. Sa cible : Ethan, un jeune californien privilégié passionné par l'informatique et le jeu d'échecs. Le profil type du souffre-douleur idéal... sauf que sa grand-mère dirige le plus puissant syndicat du crime de Kirghizstan. Si Ryan espérait profiter de cette opération pour bronzer sous le soleil californien, il déchantera bien vite. Cherub est un département ultrasecret des services de renseignement britanniques composé d'agents âgés de 10 à 17 ans. Pour raison d'état, ces agents n'existent pas.